# Coelomera punctalicollis
Coelomera punctalicollis es un coleóptero de la familia Chrysomelidae.
Fue descrita científicamente en 1886 por Jacoby.